# Mlynica
Mlynica (em alemão: Mühlenbach; húngaro: Malompatak) é um município da Eslováquia, situado no distrito de Poprad, na região de Prešov. Tem 7,78 km² de área e sua população em 2018 foi estimada em 578 habitantes.

## Demografia
| Ano:        | 1994 | 2004    | 2014    | 2024    |
| ----------- | ---- | ------- | ------- | ------- |
| Broj ljudi: | 279  | 383     | 472     | 815     |
| Razlika:    |      | +37,27% | +23,23% | +72,66% |

| Ano:               | 2023 | 2024   |
| ------------------ | ---- | ------ |
| Número de pessoas: | 768  | 815    |
| Diferença:         |      | +6,11% |